# Allgemeine Witwenverpflegungsanstalt
Die Allgemeine Witwenverpflegungsanstalt war eine von 1775 bis 1882 existierende preußische Versicherungsanstalt zur Zahlung von Witwenrente (Witwengeld) bzw. Waisenrente (Waisengeld). Sie wurde 1775 unter dem Namen Königlich Preußische Allgemeine Wittwen-Verpflegungs-Anstalt als Personalkörperschaft somit unter Landesgarantie gegründet und stand erstmals auch Privatpersonen offen. Ihre Satzung war das Reglement für die Kgl. preuß. allgemeine Witwenverpflegungsanstalt vom 28. Dezember 1775.
Sie verdrängte die bereits 1773 gegründete Berliner Pensionsanstalt für Witwen, die jedoch nur preußischen Zivilbeamten offenstand und anstatt fester Pensionen an die Witwen nur Jahrüberschüsse aufgeteilt an die Witwen auszahlte. Während des Vierten Koalitionskrieges 1806 brach die Allgemeine Witwenverpflegungsanstalt zusammen und wurde 1816 reorganisiert. Im Zuge der Reorganisation wurde der Zugang auf die preußischen Beamten eingeschränkt, für preußische Offiziere gab es bereits die Offizierswitwenkasse von 1792. Seit 1817 bestand für preußische Staatsdiener Beitrittszwang, der bis 1882 Bestand hatte. 1882 wurde die Allgemeine Witwenverpflegungsanstalt aufgrund des Gesetzes vom 20. Mai 1882 geschlossen und der preußische Staat übernahm die Hinterbliebenenversorgung direkt. 
 Die Generaldirektion der Allgemeinen Witwenverpflegungsanstalt galt als ein Ressort des preußischen Finanzministeriums.

## Dienstsitze

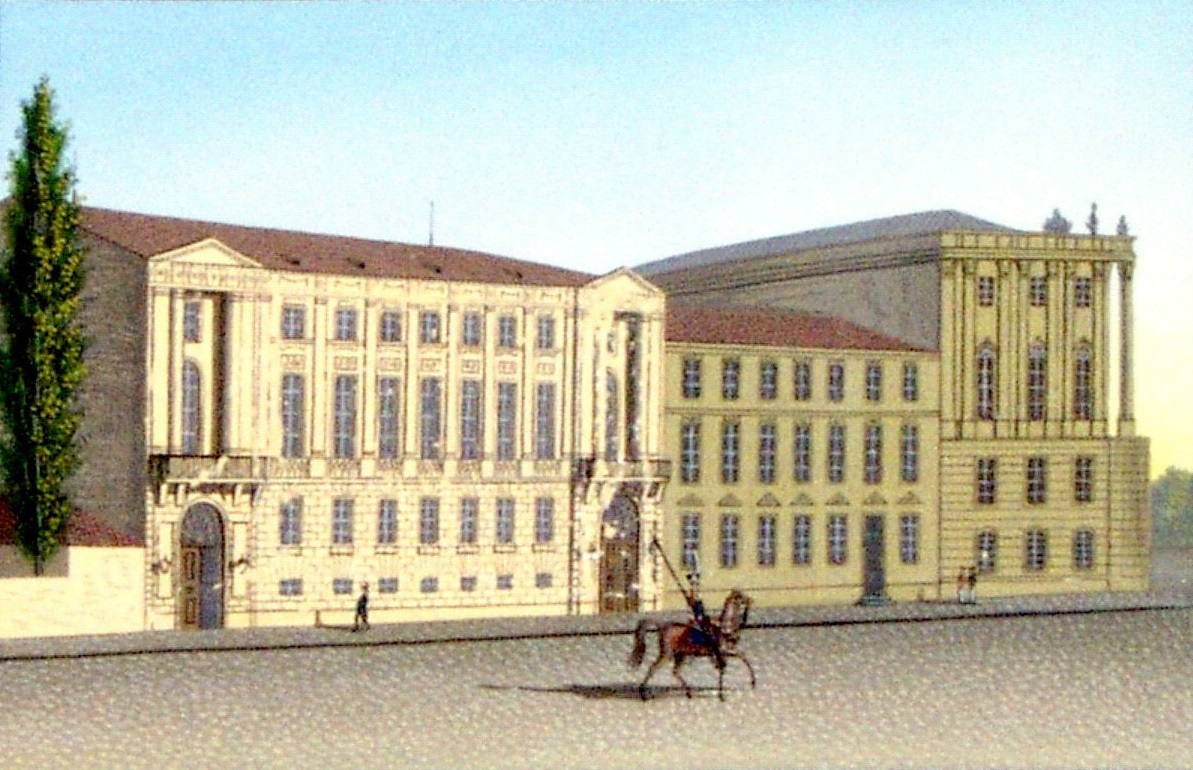
Witwenverpflegungsanstalt in der Behrenstraße um 1835

1788 begann der Bau eines Dienstgebäudes für die Witwenverpflegungsanstalt in der Behrenstraße 41 nach Plänen und unter Leitung des Ober-Hofbaurats Conrad Friedrich Wilhelm Titel (1754–1840). Der Bau wurde nach mehrfachen Unterbrechungen 1794 fertig gestellt. Das Gebäude war dann Sitz der Witwenverpflegungsanstalt bis 1822 und diente danach dem preußischen Innenminister Friedrich von Schuckmann als Wohnsitz. Die Direktion der Witwenverpflegungsanstalt hatte von 1823 bis 1829 ihren Sitz am Molkenmarkt 3 (Palais Schwerin), von 1830 bis 1854 in der Schützenstraße 7 und von 1855 bis 1882 in der Taubenstraße 29. Ab 1885 wurde das Gebäude in der Behrenstraße von der Staatsbibliothek genutzt und im 2. Weltkrieg zerstört. Der in den 1960er Jahren errichtete Neubau wird heute vom Studentenwerk Berlin genutzt.

## Direktoren und Vorsitzende

### Direktoren
- 1775–1784: Friedrich Christian Hieronymus von Voß war erster Direktor der königlichen Allgemeinen Witwenverpflegungsanstalt und Generaldirektor der kur- und neumärkischen Landfeuersozietät und erster Deputierter der kurmärkischen Landschaft[8]
- 1786–1790: Alexander Friedrich George Graf Schulenburg-Blumenberg, Staatsminister beim Generaldirektorium zuständig für die Seehandlungskompagnie, die Banksachen, die Witwenverpflegungsanstalt und -kasse sowie die Tabakadministration[9]
- 1814–1832: Johann Stephan Gottfried Büsching als Oberbürgermeister von Berlin vom Februar 1814 bis März 1832 war er gleichzeitig Direktor der Allgemeinen Witwenverpflegungsanstalt und der Offizierswitwenkasse[10]
- 1869 wurde Direktor der allgemeinen Witwenverpflegungsanstalt - Iobann Gustav Rudolf Meinecke, Unterstaatssekretär im preuß. Finanzministerium, geb. 24. August 1817 zu Köslin[11]

### Vorsitzende
- Christoph August von Bredow

## Pfarrer und Kirchenbeamte
Pfarrer und Kirchenbeamte hatten ebenso das Recht der Allgemeinen Witwenverpflegungsanstalt beizutreten.

## Beiträge und Auszahlungen
- Der Beitrag sollte 20 % des Gehaltes des Mannes betragen so forderte es die Satzung der Witwenverpflegungsanstalt.[13]

- Die Erlaubnis zur Ehe konnte an den Einkauf in die Witwenverpflegungsanstalt für die zukünftige Gattin gebunden sein. Die Möglichkeit des Einkaufs war jedoch auch vom Alter der Frau abhängig.[14]

- »Der Vater darf für seine ledige Tochter, der Bruder für die Schwester etc., jede ledige oder verheiratete Mannsperson für die ledige Weibsperson eine Pension versichern lassen, ja sie kann sich selber eine Mannsperson wählen, auf deren Tod die Versicherung gestellet wird. - Beide werden als Eheleute angesehen, und sie behält wie eine wahre Witwe bei der Heirat die Hälfte.« Reglement für die Kgl. preuß. allgemeine Witwenverpflegungsanstalt vom 28. Dezember 1775. § 29[15]

- Die Witwenverpflegungsanstalt zahlte im ersten Jahr nach Einkauf noch keine Pension aus, im zweiten Jahr die Hälfte und im dritten Jahr erst den vollen versicherten Beitrag.[16]